# Fredrik Amundgård
Fredrik Amundgård (ur. 12 stycznia 1989) – norweski lekkoatleta specjalizujący się w rzucie dyskiem. 
W 2007 był jedenasty na mistrzostwach Europy juniorów, a w 2008 zajął siódmą lokatę podczas juniorskich mistrzostw świata w Bydgoszczy. Brązowy medalista mistrzostw Europy dla zawodników do lat 23 w 2011. 
Rekord życiowy: 63,72 (29 kwietnia 2010, Chula Vista); jest to rekord Norwegii w kategorii młodzieżowców. 

## Osiągnięcia
| Rok  | Impreza                                 | Miejsce   | Pozycja     | Wynik |
| ---- | --------------------------------------- | --------- | ----------- | ----- |
| 2007 | Mistrzostwa Europy juniorów             | Hengelo   | 11. miejsce | 51,45 |
| 2008 | Mistrzostwa świata juniorów             | Bydgoszcz | 7. miejsce  | 56,75 |
| 2009 | Młodzieżowe mistrzostwa Europy          | Kowno     | 6. miejsce  | 57,38 |
| 2011 | Młodzieżowe mistrzostwa Europy          | Ostrawa   | 3. miejsce  | 59,42 |
| 2013 | Superliga drużynowych mistrzostw Europy | Gateshead | 6. miejsce  | 58,05 |